# Конфликт в Чьяпасе
Конфликт в Чьяпасе (исп. Conflicto de Chiapas) — понятие в целом относится к восстанию сапатистов и его последствиям, но также описывает отношениями между коренными народами и фермерами в мексиканском штате Чьяпас.
Словосочетание конфликт в Чьяпасе неразрывно связано с борьбой с повстанцами, вялотекущим вооружённым противостоянием, войной четвёртого поколения, и принципом «разделяй и властвуй».

## История и общественно-политическая подоплёка
С 1980-х и 1990-х годов экономическая политика Мексики в большей степени сосредоточилась на промышленном развитии и привлечении иностранного капитала. Правительство Салинаса начало приватизацию земли (через PROCEDE-программы). В 1992 году в качестве предварительного условия для подписания Североамериканского соглашения о свободной торговле (НАФТА), в ст. 4 и ст. 27 Конституции Мексики внесли изменения, с помощью которых стало возможным приватизировать общинные земли. Это подрывало основную защиту права коренных общин на землю. Бывшие общинники теперь стали незаконными поселенцами, а их общины — незаконными поселениями.
1 января 1994 года, в день, когда НАФТА вступило в силу, вспыхнул вооружённый мятеж во главе с Сапатистской армией национального освобождения (САНО). Восстание было направлено против общественной изоляции коренного населения, поправок 1992 года к Конституции и ожидаемых результатов НАФТА, сапатисты потребовали социальных, культурных прав и прав на землю.
Правительство ответило введением войск, и через 12 дней было объявлено шаткое перемирие. Эти события привлекли внимание международной общественности. В то время как правозащитные организации обратили внимание на маргинализацию коренного населения, Риордан Роэтт (советник Группы развивающихся рынков при "Чейз Манхэттен бэнк") заявил в январе 1995 года:

«Пока Чьяпас, на наш взгляд, не представляет серьезной угрозы для мексиканской политической стабильности, это понимают многие в инвестиционном сообществе. Правительство должно устранить сапатистов, чтобы показать свой эффективный контроль за национальной территорией и политикой безопасности».

## Комментарии
1. ↑  Мексиканская контрразведка обвиняла правительство Уго Чавеса в поставках повстанцам оружия и другой материальной помощи